# 3 janvier en sport
3 décembre 3 février
Chronologies thématiques
- Croisades
- Ferroviaires
- Disney

Le 3 janvier (3e jour de l'année) en sport.

## Événements

### XIXesiècle
- 1885 : 
  - (Rugby à XV /Tournoi britannique) : dans le premier match du Tournoi britannique, le pays de Galles est battu à domicile à Swansea par l'Angleterre sur le score de 7 à 4. Le pays de Galles s'incline en concédant un but et cinq essais contre un but et deux essais réussis. Les essais gallois sont l'œuvre de l'ailier des London Welsh Martyn Jordan, et si certains donnent le crédit de la transformation à Charles Taylor[1], elle est en fait attribuée à Arthur Gould[2].
- 1890 : 
  - (Hockey sur glace) : début du championnat 1890 AHAC season (en) qui se terminera le 4 mars suivant.

### XXesièclede1951à2000
- 1995 : 
  - (Football) : Diego Maradona, confirme qu'il ne jouera jamais plus au football, un sport dirigé selon lui par une mafia. L'Argentin avait écopé d'une suspension de quinze mois pour dopage lors de la dernière Coupe du monde.

### XXIesiècle
- 2016 : 
  - (Compétition automobile /Rallye-raid) : départ du 37e Rallye Dakar qui se terminera le 16 janvier 2016.
- 2021 : 
  - (Compétition automobile /Rallye-raid) : départ de la 43e édition du Rallye Dakar qui se déroule jusqu'au 15 janvier 2021 en Arabie saoudite.

## Naissances

### XIXesiècle
- 1855 :
  - John McKenna, entraîneur de football et homme d'affaires irlandais. († 22 mars 1936).
- 1861 :
  - Ernest Renshaw, joueur de tennis britannique. Vainqueur du Tournoi de Wimbledon 1888. († 2 septembre 1899).
  - William Renshaw, joueur de tennis britannique. Vainqueur des tournois de Wimbledon 1881, 1882, 1883, 1884, 1885, 1886 et 1889. († 12 août 1904).
- 1863 :
  - George Lindsay,  joueur de rugby à XV écossais. (4 sélections en équipe d'Écosse). († 5 avril 1905).
- 1874 :
  - Francis Newton, golfeur américain. Médaillé de bronze en individuel et par équipes aux Jeux de saint-Louis 1904. († 3 août 1946).
- 1886 :
  - Arthur Mailey, joueur de cricket puis journaliste australien. (21 sélections en test cricket). († 31 décembre 1967).
- 1888 : 
  - Arthur Berry, footballeur puis dirigeant sportif anglais. Champion olympique aux Jeux de Londres 1908 et aux Jeux de Stockholm 1912. (1 sélection en équipe d'Angleterre). († 10 mars 1953).
  - Nils Silfverskiöld, gymnaste suédois. Champion olympique du système suédois par équipes aux Jeux de Stockholm 1912. († 18 août 1957).
- 1892 :
  - Zoltán Blum, footballeur puis entraîneur hongrois. (38 sélections en équipe de Hongrie).  († 25 décembre 1959).

### XXesièclede1901à1950
- 1911 : 
  - Fritz Huschke von Hanstein, pilote de course automobile allemand. († 5 mars 1996).
- 1926 :
  - Murray Dowey, 95 ans, joueur de hockey sur glace canadien. Champion olympique lors du tournoi des Jeux d'hiver de 1948.  († 26 mai 2021).
- 1930 : 
  - Roger Martine, joueur de rugby à XV puis entraîneur français. (25 sélections en équipe de France). († 3 mars 2005).
- 1938 : 
  - Kel Carruthers, pilote de moto australien. († 10 février 2024).
- 1939 : 
  - Bobby Hull, hockeyeur sur glace puis entraîneur canadien († 30 janvier 2023).
- 1940 : 
  - Bernard Blaut, footballeur puis entraîneur polonais. (36 sélections en équipe de Pologne). Sélectionneur de l'équipe des Émirats arabes unis en 1990. († 19 mai 2007).
- 1941 : 
  - Malcolm Dick, joueur de rugby à XV néo-zélandais. (15 sélections en équipe de Nouvelle-Zélande).
- 1944 :
  - Chris von Saltza, nageuse américaine. Championne olympique du 400 m, du relais 4 × 100 m et du 4 × 100 m quatre nages puis médaillée d'argent du 100 m nage libre aux Jeux de Rome 1960.
- 1945 : 
  - Réal Lemieux, hockeyeur sur glace canadien. († 24 octobre 1975).
- 1947 :
  - Fran Cotton,  joueur de rugby à XV anglais. (31 sélections en équipe d'Angleterre).

### XXesièclede1951à2000
- 1953 :
  - Angelo Parisi, judoka italo-britannique et ensuite français. Médaillé de bronze en toutes catégories aux Jeux de Munich 1972, champion olympique des +95 kg et médaillé d'argent en toutes catégories aux Jeux de Moscou 1980, Médaillé d'argent des +95 kg aux Jeux de Los Angeles 1984. Champion d'Europe de judo des -93 kg 1972, toutes catégories 1977, 1983 et 1984.
- 1956 :
  - Todorka Yordanova, basketteuse bulgare. Médaillée de bronze aux Jeux de Montréal 1976. (5 sélections en équipe de Bulgarie
- 1960 :
  - Bruno Bonhuil, pilote de moto français. Vainqueur des 24 heures du Mans moto 1991 et du Bol d'or 1993. († 19 novembre 2005).
  - Jacques Cloutier, hockeyeur sur glace puis entraîneur canadien.
- 1962 :
  - Darren Daulton, joueur de baseball américain. († 6 août 2017).
  - Gavin Hastings, joueur de rugby à XV écossais. Vainqueur du Grand Chelem 1990. (61 sélections en équipe d'Écosse).
  - Yun Jong-su, footballeur puis entraîneur nord-coréen. Sélectionneur de l'équipe de Corée du Nord de 2003 à 2005, de 2011 à 2014 et de 2019 à 2023.
- 1964 :
  - Jean Reverchon, joueur de billard français.
- 1965 :
  - Ricardo Prado, nageur brésilien. Médaillé d'argent du 400 m 4 nages aux Jeux de Los Angeles 1984. Champion du monde de natation du 400 m 4 nages 1982.
- 1967 :
  - Magnus Gustafsson, joueur de tennis suédois. Vainqueur de la Coupe Davis 1998.
- 1968 :
  - Kent Carlsson, joueur de tennis suédois.
- 1969 :
  - Michael Schumacher, pilote de F1 allemand. Champion du monde de Formule 1 1994, 1995, 2000, 2001, 2002, 2003 et 2004. (91 victoires en Grand Prix).
- 1971 :
  - Isabelle Charest, patineuse de vitesse sur piste courte canadienne. Médaillée d'argent du relais 3000 m aux Jeux de Lillehammer 1994, médaillée de bronze du relais 3 000 m aux jeux de Nagano 1998 puis médaillée de bronze du relais 3 000 m aux Jeux de Salt Lake City 2002. Championne du monde de patinage de vitesse sur piste courte du 500 m 1996 et championne du monde de patinage de vitesse sur piste courte du 500 m et relais 3 000 m 1997.
  - Patricia Djaté-Taillard, athlète de demi-fond française. Championne d'Europe d'athlétisme en salle du 800m 1996.
- 1974 :
  - Alessandro Petacchi, cycliste sur route italien. Vainqueur de Milan-San Remo 2005 et Paris-Tours 2007.
- 1976 :
  - Ángelos Basinás, footballeur grec. Champion d'Europe de football 2004. (100 sélections en équipe de Grèce).
- 1977 :
  - A. J. Burnett, joueur de baseball américain.
- 1979 :
  - Rosman Garcia, joueur de baseball vénézuélien. († 29 décembre 2011).
- 1981 :
  - Eli Manning, joueur de foot U.S américain.
- 1982 :
  - Abdellatif Meftah, athlète de fond français.
  - Scott Merritt, basketteur américain.
- 1983 :
  - Yassine Bensghir, athlète de demi-fond marocain.
  - Ludovic Chelle, basketteur franco-malien. (9 sélections avec l'équipe du Mali).
  - Aminata Nar Diop, basketteuse sénégalaise. (21 sélections en équipe du Sénégal).
- 1984 :
  - Andrea Cassarà, fleurettiste italien. Champion olympique par équipes et médaillé de bronze en individuel aux Jeux d'Athènes 2004 puis champion olympique par équipes aux Jeux de Londres 2012. Champion du monde d'escrime du fleuret par équipes 2003, 2008 et 2009, en individuel 2011 puis par équipes 2013 et 2015.
  - Arnaud Mathet, joueur de rugby à XV français.
  - Maximilian Mechler, sauteur à ski allemand.
  - Heiko Schaffartzik, basketteur allemand. Vainqueur de la Coupe d'Europe FIBA 2017. (115 sélections en équipe d'Allemagne).
- 1985 :
  - Barış Ermiş, basketteur turc. (13 sélections en Équipe de Turquie).
  - Marlyse Ngo Ndoumbouk, footballeuse camerounaise. (45 sélections en équipe du Cameroun).
- 1987 :
  - Adrián, footballeur espagnol.
  - Alric Monnier, handballeur français.
  - Ken Owens, joueur de rugby à XV gallois. Vainqueur du Grand Chelem 2012, du tournoi 2013 et du Grand Chelem 2019. (81 sélections en équipe du pays de Galles).
  - Barys Pukhouski, handballeur biélorusse. (155 sélections en équipe de Biélorussie).
  - Szymon Staśkiewicz, pentathlonien polonais.
- 1988 :
  - Ikechi Anya, footballeur nigério-roumano-écossais. (29 sélections en équipe d'Écosse).
  - Jonny Evans, footballeur nord-irlandais. Vainqueur de la Ligue des champions 2008. (106 sélections en équipe d'Irlande du Nord).
- 1989 :
  - Jordi Masip, footballeur espagnol.
  - Automne Pavia, judokate française. Médaillée de bronze des -57 kg aux Jeux de Londres 2012. Championne du monde de judo par équipes 2011 et 2014. Championne d'Europe de judo par équipes 2011 et 2015, championne d'Europe de judo des -57 kg 2013 et 2016, championne d'Europe de judo des - de 57 kg et par équipes 2014.
  - Kōhei Uchimura, gymnaste japonais. Médaillé d'argent du concours général individuel et par équipes aux Jeux de Pékin 2008, champion olympique du concours général individuel et médaillé d'argent du concours général par équipes ainsi que du sol aux Jeux de Londres 2012 puis champion olympique du concours général individuel et par équipes aux Jeux de Rio 2016. Champion du monde de gymnastique du concours général individuel 2009, 2010 et 2014, champion du monde de gymnastique du concours général individuel et du sol 2011, champion du monde de gymnastique artistique du concours général individuel et des barres parallèles 2013 puis champion du monde de gymnastique artistique du concours général individuel et par équipes ainsi que de la barre fixe 2015.
- 1990 :
  - Fabian Drzyzga, volleyeur polonais. Champion du monde masculin de volley-ball 2014 et 2018. Vainqueur de la Challenge Cup masculine 2012. (124 sélections en équipe de Pologne).
  - Yoichiro Kakitani, footballeur japonais. (18 sélections en équipe du Japon).
- 1991 :
  - Jerson Cabral, footballeur néerlandais.
  - David Cherry, joueur de rugby à XV écossais. (9 sélections en Équipe d'Écosse).
  - Dane Gagai, joueur de rugby à XIII australien. Champion du monde de rugby à XIII 2017. (7 sélections en équipe d'Australie).
- 1992 :
  - Doug McDermott, basketteur américain.
  - Pauline Morel, gymnaste française. Médaillée de bronze par équipes aux championnats d'Europe de gymnastique artistique féminine 2008.
  - Guirec Soudée, navigateur français.
- 1993 :
  - Kaisa Alanko, volleyeuse finlandaise. (37 sélections avec l'équipe de Finlande).
  - Thibaut Margalet, joueur de rugby à XIII français. (6 sélections en équipe de France).
- 1995 :
  - Rondae Hollis-Jefferson, basketteur américain.
- 1996 :
  - Ercan Kara, footballeur autrichien. (7 sélections en équipe d'Autriche).
- 1997 :
  - Fodé Ballo-Touré, footballeur franco-sénégalo-malien. Champion d'Afrique des nations 2021. (15 sélections avec l'équipe du Sénégal).
  - Jérémie Boga, footballeur franco-ivoirien. (16 sélections avec l'équipe de Côte d'Ivoire).
  - Yvan Neyou, footballeur franco-camerounais. (6 sélections en équipe du Cameroun).
- 1999 :
  - Georgia Stanway, footballeuse anglaise. Championne d'Europe féminin de football 2022. (58 sélections en équipe d'Angleterre).
- 2000 :
  - Samya Hassani, footballeuse néerlando-marocaine. (16 sélections en équipe du Maroc).

### XXIesiècle
- 2001 :
  - Mikkel Kaufmann, footballeur danois.
  - Harald Nilsen Tangen, footballeur norvégien.
  - Ignacio Ruiz,  joueur de rugby à XV argentin. (5 sélections en équipe d'Argentine).
- 2003 :
  - Andrés Ferrari, footballeur uruguayen.
  - Edoardo Pieragnolo, footballeur italien.
  - Alan Virginius, footballeur français.

## Décès

### XXesièclede1901à1950
- 1936 : 
  - Jorge Gibson Brown, 55 ans, joueur de cricket et footballeur argentin. (23 sélections avec l'équipe d'Argentine de football). (° 3 avril 1880).
- 1950 :
  - Ernest Archdeacon, 86 ans, pilote automobile et d'avion puis avocat français. (° 28 mars 1863).

### XXesièclede1951à2000
- 1954 : 
  - Christian Lautenschlager, 76 ans, pilote de courses automobile allemand. (° 13 avril 1877).
- 1978 : 
  - Rubén Morán, 47 ans, footballeur uruguayen. Champion du monde de football 1954. (4 sélections en équipe d'Uruguay). (° 6 août 1930).
- 1980 : 
  - Lucien Buysse, 87 ans, cycliste sur route belge. Vainqueur du Tour de France 1926. (° 11 septembre 1892).
- 1982 : 
  - Fritz Laband, 56 ans, footballeur allemand. Champion du monde de football 1954. (4 sélections en équipe d'Allemagne). (° 1er novembre 1925).

### XXIesiècle
- 2001 :
  - Marty Glickman, 83 ans, athlète de sprint puis commentateur sportif américain. (° 14 août 1917).
- 2004 :
  - Pierre Flamion, 79 ans, footballeur puis entraîneur français. (17 sélections en équipe de France). (° 13 décembre 1924).
  - Thomas George Jones, 86 ans, footballeur gallois. (17 sélections en équipe du pays de Galles). (° 12 octobre 1917).
- 2006 : 
  - Steve Rogers, 51 ans, joueur de rugby à XIII australien. (51 sélections en équipe d'Australie). (° 29 novembre 1954).
- 2007 :
  - Earl Reibel, 75 ans, hockeyeur sur glace canadien. (° 21 juillet 1930).
  - Rolland Ehrhardt, 65 ans, footballeur puis entraîneur français. (° 22 février 1941).
- 2008 : 
  - Jimmy Stewart, 76 ans, pilote de course automobile britannique. (° 6 mars 1931).
- 2013 : 
  - Burry Stander, 25 ans, cycliste de VVT sud-africain. (° 16 septembre 1987).
- 2015 :
  - Jouko Törmänen, 60 ans, sauteur à ski finlandais. Champion olympique en grand tremplin aux Jeux de Lake Placid 1980. (° 10 avril 1954).
- 2020 :
  - Nathaël Julan, 23 ans, footballeur français. (° 19 juillet 1996).